# Sangalopsis numbalensis
Sangalopsis numbalensis är en fjärilsart som beskrevs av Paul Dognin 1893. Sangalopsis numbalensis ingår i släktet Sangalopsis och familjen mätare. Inga underarter finns listade.